# طير حرفا
طير حرفا  هي إحدى القرى اللبنانية من قرى قضاء صور في محافظة الجنوب تقع بالقرب من رأس الناقورة المتاخم للأراضي الفلسطينيّة المحتلّة.

## نبذة عن البلدة
تقع بلدة طير حرفا في جنوب لبنان بالقرب من رأس الناقورة المتاخم للأراضي الفلسطينيّة المحتلّة، وتتبع لقضاء صور التي تبعد عنها مسافة 24 كم.

## الزراعة
تمتاز طير حرفا بزراعة التبغ والزيتون والقمح التي تمثّل الموارد الرئيسيّة لأهل البلدة.
تعتمد البلدة على الاكتفاء الذاتي في زراعة الخضروات كالبندورة (الطماطم) والمقتا والفول والبازلّاء والخيار والبقدونس والكزبرة وغيرها. ويزرع بعض الأهالي الأشجار المثمرة في الحدائق الصغيرة كالخوخ والعنب والشمام والمشمش وغيرها.

## وصلات خارجية
- طيرحرفا